# Elton Brand
Elton Tyron Brand (ur. 11 marca 1979 w Peekskill, w stanie Nowy Jork) – amerykański koszykarz grający na pozycji silnego skrzydłowego, aktualnie generalny menadżer zespołu G-League – Delaware 87ers.

## Kariera
W latach 1993–1997 uczeń Peekskill High School i członek tamtejszej drużyny koszykarskiej, grającej w lidze AAU. W 1997 wystąpił w meczu wschodzących gwiazd – Nike Hoop Summit oraz McDonald’s All-American.
Następnie 1997–1999 studiował w Duke University, gdzie grał w tamtejszej drużynie Duke Blue Devils z Coreyem Maggette’em i Shane’em Battierem. Do draftu NBA w czerwcu 1999 przystąpił jako gwiazda koszykówki uniwersyteckiej i z numerem 1. został wybrany przez drużynę Chicago Bulls.
Przed dwa lata (1999–2001) Brand pełnił rolę lidera w zespole Chicago Bulls, zdobywając średnio w obu sezonach 20,1 punktu, 10 zbiórek, 2,5 asysty oraz 1,6 bloku na mecz.
W 2001 został przekazany, ku niezadowoleniu kibiców, do drużyny Los Angeles Clippers. W pierwszym sezonie (2001/2002) gry w nowym zespole Brand zdobywał średnio 18,2 punktu oraz 11,6 zbiórki na mecz. Po wygaśnięciu kontraktu w 2003 inny zespół ligi NBA – Miami Heat oferował za grę w jego barwach Brandowi 82 mln dolarów płatne przez sześć lat trwania kontraktu. Jednak koszykarz podpisał nowy, pięcioletni kontrakt ze swoim dotychczasowym klubem. W sezonie 2005/2006 osiągnął średnie 24,7 punktu, 10 zbiórek, 2,5 asysty oraz 2,5 bloku na mecz, a jego drużyna, której najważniejszymi graczami obok Branda byli: jego kolega z drużyny uniwersyteckiej, Corey Maggette oraz Sam Cassell, awansowała do rozgrywek play-off.
Po zakończeniu tego sezonu wystąpił na Mistrzostwach Świata FIBA w 2006, zdobywając 8,9 punktu oraz 3,3 zbiórki na mecz. Drużyna USA zdobyła tam brązowy medal.
W kolejnym sezonie ligi NBA (2006/2007) zdobywał średnio na mecz 18 punktów, 10,3 zbiórki, 2,4 asysty oraz 1,9 bloku. W lipcu 2008 podpisał kontrakt z zespołem Philadelphia 76ers opiewający na sumę 82 mln dolarów za pięć lat gry w barwach filadelfijskiego klubu. W lipcu 2012 roku został zwolniony amnestią z Philadelphia 76ers, stając się wolnym agentem. Kilka dni później został pozyskany przez Dallas Mavericks.
11 sierpnia 2015 ogłosił zakończenie kariery sportowej. 4 stycznia 2016 roku zdecydował się na powrót, podpisując umowę z zespołem Philadelphia 76ers.

## Osiągnięcia
Na podstawie, o ile nie zaznaczono inaczej.
NCAA
- Wicemistrz NCAA (1999)
- Uczestnik rozgrywek Elite 8 turnieju NCAA (1998, 1999)
- Mistrz:
  - turnieju konferencji Atlantic Coast (ACC – 1999)
  - sezonu regularnego ACC (1998, 1999)
- Zawodnik Roku NCAA:
  - John R. Wooden Award (1999)[9]
  - Naismith College Player of the Year (1999)[10]
  - Adolph Rupp Trophy (1999)[11]
  - NABC Player of the Year (1999)[12]
  - AP Player of the Year (1999)[13]
  - Oscar Robertson Trophy (USBWA Player of the Year - 1999)[14]
  - Sporting News Player of the Year (1999)[15]
- MVP turnieju ACC (1999)[16]
- Zawodnik Roku Konferencji ACC (1999)[17]
- Sportowiec Roku Konferencji ACC (1999)
- Zaliczony do:
  - I składu:
    - All-American (1999)
    - ACC (1999)
    - turnieju:
      - ACC (1999)
      - NCAA Final Four (1999 przez AP)[18]
      - Great Alaska Shootout (1999)

NBA
- 2-krotny uczestnik meczu gwiazd NBA (2002[a], 2006)
- Debiutant Roku (2000)[20]
- Zdobywca nagrody NBA Sportsmanship Award (2006)[21]
- MVP Rookie Challenge (2000)
- Zaliczony do:
  - I składu debiutantów NBA (2000)[22]
  - II składu NBA (2006)
- 2-krotny uczestnik Rookie Challenge (2000, 2001)
- Zawodnik:
  - miesiąca (listopad 2005)
  - tygodnia (9.12.2001, 4.01.2004, 21.11.2005, 12.12.2005, 30.01.2006)
- 3-krotny debiutant miesiąca (styczeń 2000, luty 2000, kwiecień 2000)
- 2-krotny lider NBA w łącznej liczbie zbiórek w ataku – 2000 (348)[23], 2002 (396)[24]

Reprezentacja
- Mistrz:
  - Igrzysk Dobrej Woli (1998)[25]
  - Ameryki (1999, 2003)[26][27]
- Brązowy medalista mistrzostw świata w Japonii (2006)[28]
- Sportowiec Roku - USA Basketball Male Athlete of the Year (1998)[29]